# Bauernprinzessin II – Kopf oder Herz
Bauernprinzessin II – Kopf oder Herz ist eine Koproduktion von ORF, BR und Moviepool, hergestellt von SK Film, mit Unterstützung der Salzburg Agentur. Regie führte Susanne Zanke. Die Erstausstrahlung erfolgte am 28. Mai 2007. Es ist die Fortsetzung des Heimatfilms Bauernprinzessin aus dem Jahr 2003.

## Handlung
Nach der Trennung von Anna Pichler und Bogdan sind vier Jahre ins Land gezogen. Nun taucht Bogdan wieder auf und wirbelt den Alltag von Anna, ihrer Mutter Ilse und ihrer Oma Burgi durcheinander. Anna ist irritiert, schließlich hat sie sich inzwischen mit Gerhard angefreundet und betreibt mit ihm zusammen ein Geschäft mit Feriengästen. Ihr Onkel Xaver, dem schon damals die Verbindung von Anna mit einem Bosnier nicht gepasst hat, intrigiert erneut gegen Bogdan. Aber Anna als auch Xavers Mutter halten fest zu ihm. Doch die Wege des Liebespaares trennen sich wieder: Bogdan geht zurück nach Genf, weil er seine Dolmetscherstelle bei den Vereinten Nationen nicht aufgeben will – ebenso wenig wie Anna den Bergbauernhof und ihre Arbeit als Bäuerin, um mit Bogdan ein neues Leben zu beginnen.

## Kritiken
„Fortsetzung des modernen Heimatfilms "Bauernprinzessin" (2003), die alle Chiffren und Stereotypen des Genres nutzt und sie in einen zeitgemäßen Kontext einpasst.“